# Zaré Thalberg
Zaré Thalberg (Derbyshire, Regne Unit, 1858 - Finchley, 1915) fou una cantant anglesa.
Contra la brama que corria, no era filla del famós pianista Sigismund Thalberg, sinó que fou una seva deixebla que adoptà aquell cognom. Abandonà el piano per a consagrar-se al cant, realitzant llargs estudis a París i Milà, fent la seva presentació en públic en el Covent Garden de Londres, el 1857. Durant set o vuit anys fou la diva predilecta dels públics d'òpera anglesos, havent estat considerada per la critica com digna rival de la famosa Paulina Lucca.
Una afecció crònica de la gola l'obligà a abandonar l'escena lírica, dedicant-se llavors a l'art dramàtic. En aquest, i ja amb el seu nom verdader d'Ethel Western, assolí també gran anomenada com a intèrpret d'obres de Shakespeare.